# Drăgășani
Drăgășani es una ciudad con estatus de municipiu de Rumania en el distrito de Vâlcea.

## Geografía
Se encuentra a una altitud de 167 m s. n. m. a 194 km de la capital, Bucarest.

## Demografía
Según estimación 2012 contaba con una población de 21 124 habitantes.
| 1948  | 1956  | 1966   | 1977   | 1992   | 2002   | 2012   |
| 8 737 | 9 963 | 11 589 | 15 647 | 22 126 | 20 798 | 21 124 |